# المزواج 2 (مسلسل)
المزواج 2، مسلسل كويتي كوميدي، وهو الموسم الثاني من مسلسل المزواج من بطولة وتأليف محمد الصيرفي وإخراج المصرية شيرويت عادل.

## الفنانين المشاركين
- محمد الصيرفي.
- منى شداد.
- هيا الشعيبي.
- عبير أحمد.
- سلمى سالم.
- زهرة عرفات.
- فاطمة عبد الرحيم.
- شيماء علي.
- نورة العميري.
- سوسن الهارون.
- عبير الخضر.
- فرحان العلي.
- مروة محمد.
- شهد سلمان.
- يوسف غلوم.
- سعاد سلمان.
- جمال الشطي.
- هبة هاشم.